# Залази
Залази (пол. Załazy) — село в Польщі, у гміні Пшиленк Зволенського повіту Мазовецького воєводства.
Населення — 273 особи (2011).
У 1975-1998 роках село належало до Радомського воєводства.

## Демографія
Демографічна структура станом на 31 березня 2011 року:
|          | Загалом | Допрацездатний вік | Працездатний вік | Постпрацездатний вік |
| -------- | ------- | ------------------ | ---------------- | -------------------- |
| Чоловіки | 126     | 28                 | 83               | 15                   |
| Жінки    | 147     | 26                 | 85               | 36                   |
| Разом    | 273     | 54                 | 168              | 51                   |